# El Algar
El Algar is een van de 24 districten van Cartagena in de Spaanse provincie en regio Murcia met een oppervlakte van 27,4 km².
De gemeente heeft een districtsbestuur en omvat de centrale kern van Al Algar, waar het grootste deel van de bevolking woont, de gehuchten Los Rizos en Los Ruices, en de gemeente Los Urrutias. Het telt een bevolking van 7862 inwoners (INE, 2016). Het grondgebied van dit districtsbestuur ligt in de Campo de Cartagena, 14 kilometer over de weg naar het noordoosten van de stad Cartagena en 3,5 kilometer ten noorden van La Unión. Het grondgebied wordt in het westen en noorden begrensd door dat van San Felix, in het oosten en zuiden door dat van El Beal en in het zuidwesten door dat van de gemeente La Unión.

## Geschiedenis
Archeologische vondsten bewijzen aanwezigheid van civilisatie tijdens de Romeinse tijd. Overblijfselen die wijzen op mijnbouw en metallurgische activiteiten tijdens de Romeinse aanwezigheid zijn gevonden op de Pileta de Los Ruices site en de archeologische site van Los Urrutias. Romeinse villa's bevinden zich op de site Tiro de Pichón (2e eeuw VC) en de Lo Clemente site (2e en 1e eeuw voor onze jaartelling).
De streek van El Algar bevond zich op een kruispunt van wegen waarlangs het vee dat naar de bergen ging en waar ze stopte om te drinken in een belangrijke openbare bron die er bestond, Pozo-Algar. Daardoor vestigde zich in de steek een stabiele bevolking van veeboeren, boeren, kooplieden. Later vestigde zich er een kluizenarij, Virgen de los Llanos genaamd. Deze kruising werd ook gebruikt door de pelgrims die naar het nabijgelegen klooster van San Ginés de la Jara kwamen en door de vissers die van Cartagena naar Cabo de Palos gingen.
De benaming van de plaats, El Algar, is van Arabische oorsprong en zijn betekenis is grot of hol. De plek werd belangrijk dankzij het de putten met drinkbaar water dat werd ontstoken gebruikt om hun vruchtbare gronden te bevloeien. Dankzij recente studies over de Campo de Cartagena bleek dat er tijdens de moslimperiode een groot landhuis bestaan heeft met ongeveer 50 inwoners. Na de opname van Cartagena in de kroon van Castilië in 1503 zou dit aantal nog toenemen.
Met het uitbreken van de burgeroorlog, in de nacht van 25 juli 1936, werd de kluis van El Algar, vandaag een parochiekerk, aangevallen door ongecontroleerde elementen die hun wrok op het symbool loslieten. Veel figuren van een bepaalde artistieke waarde werden geplunderd en verbrand in het Plaza del Hondo (met inbegrip van de Virgen de los Llanos zelf). Pas in 1989 werd een nieuw beeld voorgesteld voor de heilige maagd.
Vanaf 1910 zullen de van El Algar, net als de bewoners van het hele mijnbekken, de zware crisis doormaken dat zal leiden tot een sterke emigratie.

## Monumenten

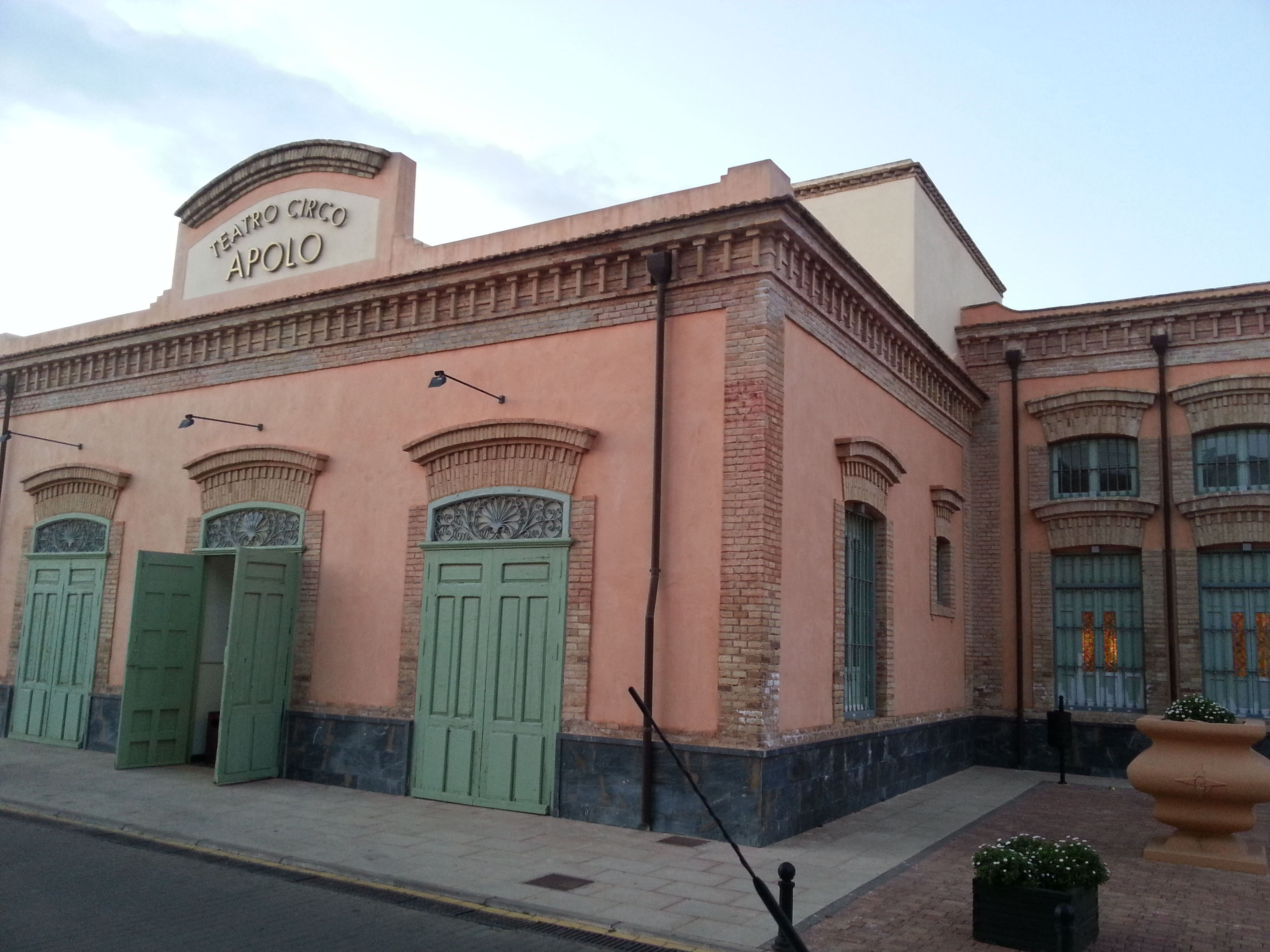
Gevel van het Apolo theater.

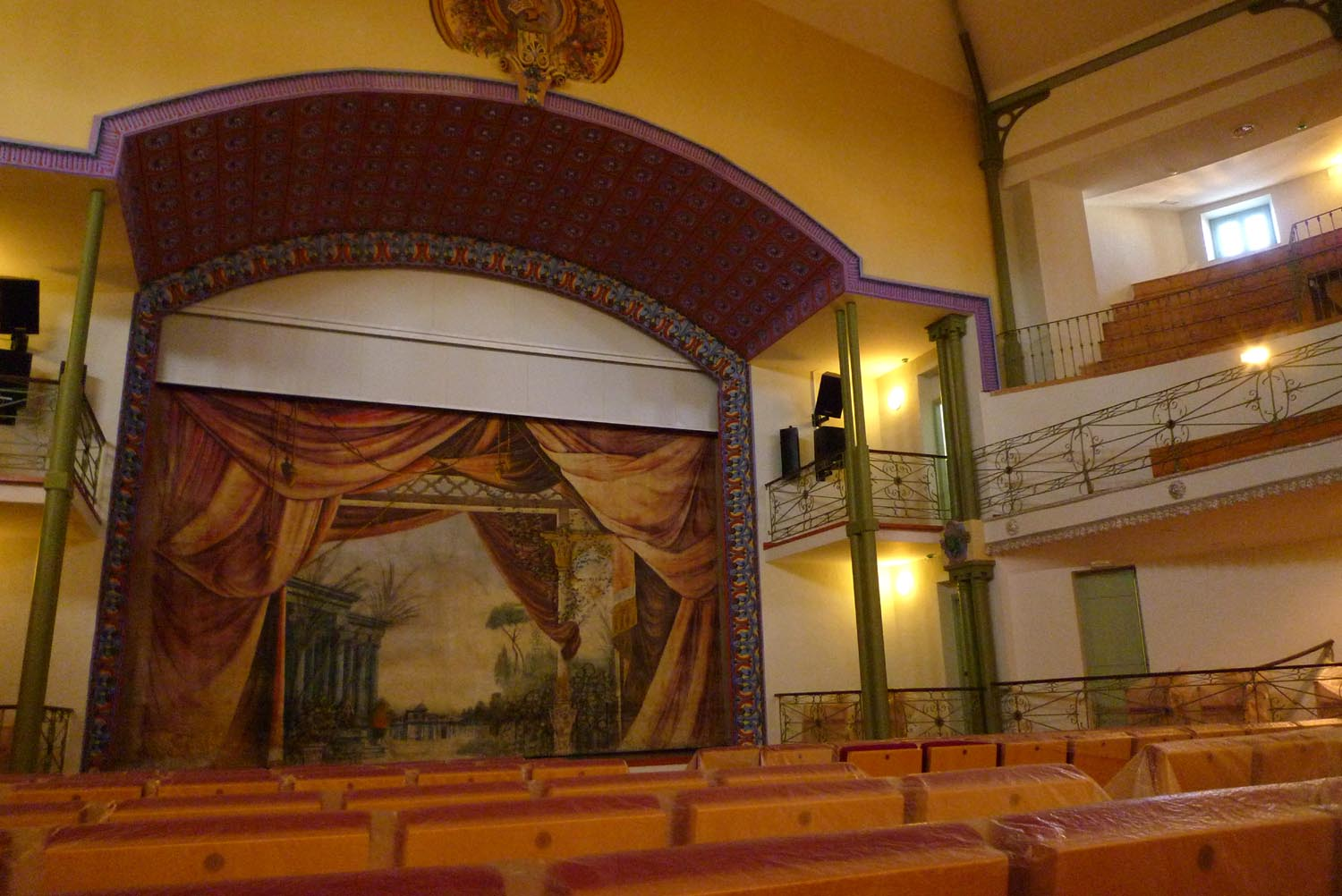
Binnenzicht Apolo theater.

### Teatro Apolo
Het is een modernistisch werk ontworpen door architect Pedro Cerdán in 1905 en werd ingehuldigd op 4 januari 1907. Het werd gebouwd op het hoogtepunt van het Cartagena-La Unión gebergte.
Het is een Italiaans theater in Italiaanse stijl met kraampjes en boxen. Het conserveerde een handgeschilderd mondgordijn dat onlangs is gerestaureerd.
Het theater bevond zich in een zeer slechte staat van instandhouding en eind jaren negentig werd een restauratieproces op gang gebracht door het Directoraat-generaal Schone Kunsten van de regio Murcia, dat in 2009 werd voltooid.
Het is beschermd als erfgoed van cultureel belang overeenkomstig een decreet dat op 12 maart 1998 door de regering van de regio Murcia is uitgevaardigd.